# 척 클레이턴
척 클레이턴(영어: Chuck Clayton)은 아치 코믹스에서 출판하는 아치 시리즈의 등장인물이다. 주인공 아치 앤드루스, 베티 쿠퍼, 저그헤드 존스의 친구이다. 1971년 6월 《아치와 함께》 110호에 처음 등장했다. 실사 드라마 《리버데일》에서는 조던 캘러웨이가 척을 연기한다.